# Polyptychus potiendus
Polyptychus potiendus là một loài bướm đêm thuộc họ Sphingidae. Nó được tìm thấy ở Cameroon.